# Cardiac Arrest
Cardiac Arrest es un bootleg en vivo de la banda británica Queen. Fue publicada originalmente en formato CD a mediados de los 80s por Green Hippo Records.
El álbum fue relanzado en 2020 por Soul Flux Recordings en Japón, como un lanzamiento de edición limitada.

## Grabación
Cardiac Arrest fue grabada durante las giras de Queen II, A Day at the Races y Jazz.
La canción de apertura, "Procession", junto con "Father to Son", "Keep Yourself Alive", "Seven Seas of Rhye" y "Liar", fueron grabadas en el Rainbow Theatre, Londres el 31 de marzo de 1974.
Las canciones "Ogre Battle", "Sweet Lady", "White Queen (As It Began)", y medley de "The March of the Black Queen" junto con "Bohemian Rhapsody", fueron tomadas de la presentación de la banda en Tokio, Japón el 4 de abril de 1976. Mientras que la versión de "Now I'm Here" fue tomada del primer álbum en vivo de la banda, Live Killers.

## Lista de canciones
| Lista de canciones de Cardiac Arrest |                                                          |          |  |
| N.º                                  | Título                                                   | Duración |  |
| 1.                                   | «Procession»                                             |          |  |
| 2.                                   | «Father to Son»                                          |          |  |
| 3.                                   | «Ogre Battle»                                            |          |  |
| 4.                                   | «Sweet Lady»                                             |          |  |
| 5.                                   | «White Queen (As It Began)»                              |          |  |
| 6.                                   | «The March of the Black Queen» (con «Bohemian Rhapsody») |          |  |
| 7.                                   | «Keep Yourself Alive»                                    |          |  |
| 8.                                   | «Seven Seas of Rhye»                                     |          |  |
| 9.                                   | «Now I'm Here»                                           |          |  |
| 10.                                  | «Liar»                                                   |          |  |